# 타시로 사야카
타시로 사야카(일본어: 田代 さやか, Sayaka Tashiro, 1985년 9월 9일 ~ )는 일본 나고야 시 출신의 그라비아 아이돌 배우이다.

## 출연작
영화
- 네 멋대로 해라 - 모모코 역
- 18금 린코 2
- 18금 린코 - 린코 역

방송
- 미에리노 카시와기